# Gesichtslymphknoten

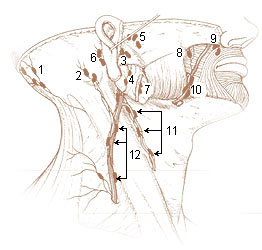
Gesichtslymphknoten des Menschen

Die Gesichtslymphknoten (Nodi lymphoidei [Nll.] faciales) sind eine Gruppe von Lymphknoten im Bereich des Gesichts. Die Lymphknoten sind individuell variabel. Prinzipiell gliedert man sie je nach Lage in:
- Nodus lymphoideus buccinatorius, Lymphknoten in der Tiefe des Musculus buccinator
- Nodus lymphoideus nasolabialis, an der Nasen-Lippen-Falte gelegen
- Nodus lymphoideus malaris, an der Wange gelegen
- Nodus lymphoideus mandibularis, auf dem Unterkiefer gelegen.

Die Gesichtslymphknoten empfangen Lymphe aus den oberflächlichen Gesichtsregionen und der Schleimhaut der Wange. Der Abfluss der Gesichtslymphknoten erfolgt über an der Arteria facialis gelegene Lymphgefäße in die Unterkieferlymphknoten.